# 茨城県道273号館野荒川沖停車場線

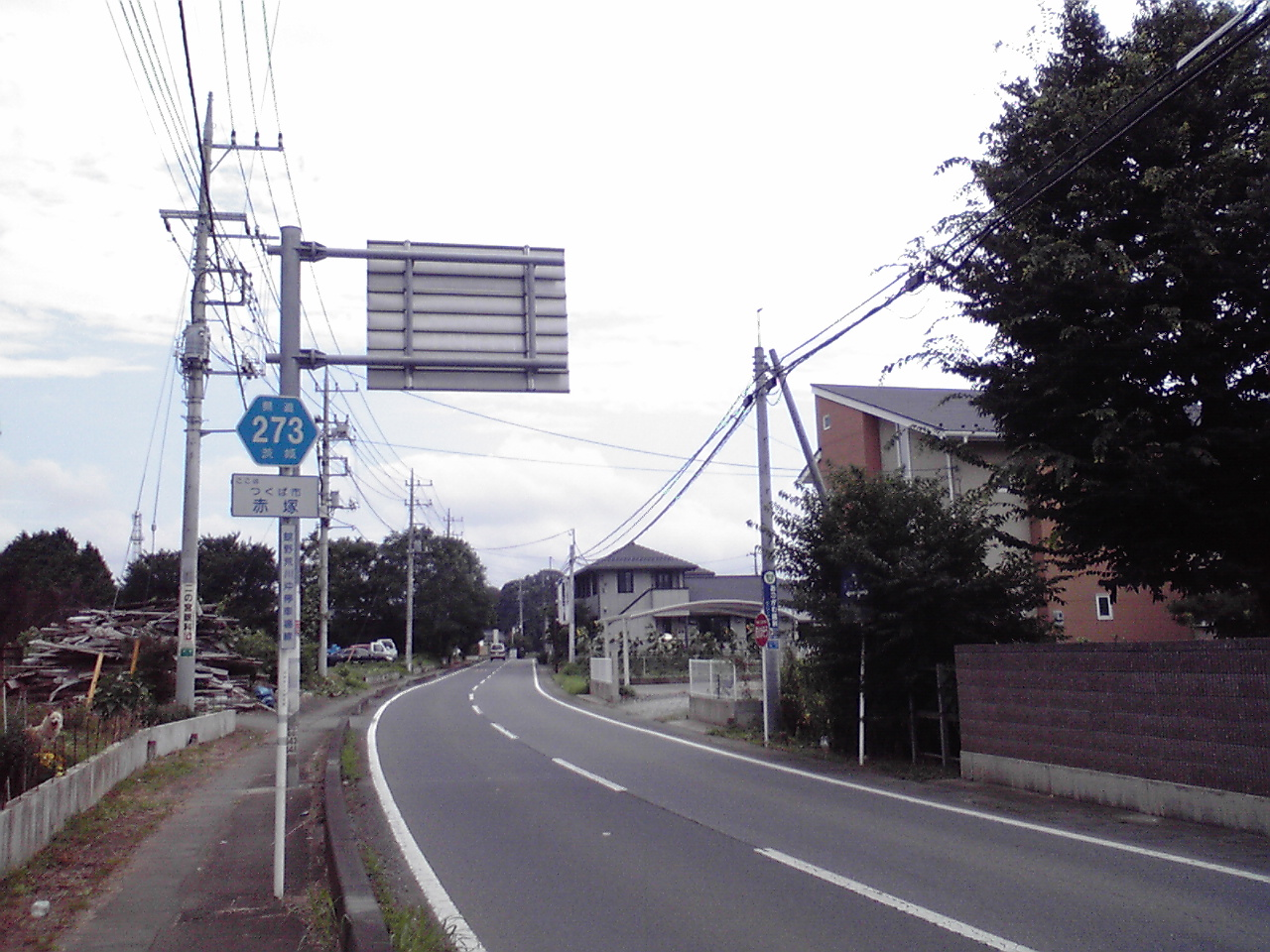
沿線風景（つくば市赤塚）

茨城県道273号館野荒川沖停車場線（いばらきけんどう273ごう たてのあらかわおきていしゃじょうせん）は、茨城県つくば市から土浦市までを結ぶ県道で、東日本旅客鉄道（JR東日本）常磐線荒川沖駅と接続するための道路である。

## 概要
茨城県つくば市赤塚の「赤塚」交差点を起点に荒川沖方面（南東方向）へ向かい、つくば市稲岡にて学園西大通りと国道6号牛久土浦バイパスを交差し、土浦市荒川沖西で国道6号と交差してJR荒川沖駅（西口）の終点まで至る一般県道である。

### 路線データ
- 起点：つくば市赤塚448番の1（国道354号交点）[1]
- 終点：土浦市中荒川沖町144番20地先（荒川沖駅西口）[2]
- 総延長：5.213 km[3]
- 重用延長：0.012 km[3]
- 未供用延長：なし[3]
- 実延長：5.201 km[3]
- 自動車交通不能区間延長[注釈 1]：なし[3]

## 歴史
1972年（昭和47年）3月1日、前身路線にあたる谷田部江戸崎線を廃止して、その一部区間を引き継ぐ筑波郡谷田部町大字館野（現：つくば市館野）を起点とし、土浦市大字荒川沖 荒川沖停車場を終点とする区間を茨城県が路線認定した県道である。1995年（平成7年）に、茨城県道の路線再編が行われた際に、整理番号135から現在の整理番号273となり現在に至る。

### 年表
- 1896年（明治29年）12月25日：荒川沖駅開業
- 1959年（昭和34年）10月14日：現在の路線の前身である県道谷田部江戸崎線（筑波郡谷田部町大字館野 - 稲敷郡江戸崎町大字江戸崎、図面対象番号74）が路線認定される[4]。
- 1972年（昭和47年）3月1日
  - 現在の路線である館野荒川沖停車場線線（整理番号135）が路線認定される[5]。
  - 筑波郡谷田部町大字館野字赤塚 - 土浦市大字荒川沖の区間（延長4.969 km）を道路区域に決定、供用開始[6]。
  - 前身路線である谷田部江戸崎線（筑波郡谷田部町 - 稲敷郡江戸崎町、整理番号135）を廃止[7][注釈 2]。
- 1995年（平成7年）3月30日：整理番号135から現在の番号（整理番号273）に変更される[8]。
- 2003年（平成15年）1月6日：土浦市大字荒川沖 - 同市中荒川沖町の荒川沖駅西口前街路（240 m）を新設する道路区域決定[9]。
- 2003年（平成15年）9月18日：土浦市荒川沖2丁目 - 同市中荒川沖町までの荒川沖駅西口前街路を274 mに延伸する道路区域が決定[2]。
- 2003年（平成15年）10月8日：土浦市荒川沖西1丁目 - 同市中荒川沖町（荒川沖駅西口）の荒川沖駅西口前街路を供用開始[10]。

## 路線状況
道路法の規定に基づき、以下の区間は緊急輸送道路として機能を維持するため、災害発生時の被害拡大防止を目的に道路用地内に新たに電柱を建てることが制限されている。
- 土浦市荒川沖西二丁目（国道6号交差：荒川沖交差点） - JR荒川沖駅[11]

## 地理

### 通過する自治体
- 茨城県
  - つくば市 - 土浦市

### 交差する道路
- 常磐自動車道（但し交差するだけで接続はしていない）
- 茨城県道274号牛久赤塚線（つくば市稲岡）
- 国道6号牛久土浦バイパス（つくば市稲岡）
- 国道6号（土浦市荒川沖、荒川沖交差点）

### 沿線
- イオンモールつくば
- JR 荒川沖駅